# Drobnice
Drobnice [pronunciación en polaco: /drɔbˈnit͡sɛ/] es un pueblo ubicado en el distrito administrativo de Gmina Osjaków, dentro del Distrito de Wieluń, Voivodato de Łódź, en Polonia central. Se encuentra aproximadamente a 8 kilómetros al sur de Osjaków, a 15 kilómetros al este de Wieluń, y a 79 kilómetros al suroeste de la capital regional Łódź.